# رزهای سفید
«رُزهای سفید» (روسی: Белые розы) تک‌آهنگی از هنرمند اهل اتحاد جماهیر شوروی سرگئی کوزنتسف و گروه موسیقی‌اش لاسکووی مای است که توسط خوانندهٔ اصلیِ این گروه یوری شاتونف در سال ۱۹۸۸ اجرا و در سال ۱۹۸۹ میلادی منتشر شد. به گفته سرگئی کوزنتسف، این آتک‌آهنگ توسط او در سال ۱۹۸۶ در حالت مستی نوشته شد. همان‌طور که ترانه‌سرا آن بیش از ۲۵ سال پس از سرودن این ترانه ادعا کرد، گل‌های موجود در آن تمثیلی از افرادی هستند که پس از استفاده و عدم نیاز، دور انداخته می‌شوند.
به گفتهٔ سرگئی کوزنتسف، این ترانه را صبحِ روز بعد از نخستین اجرای گروه لاسکووی مای نوشت؛ اجرایی که به مناسبت آغاز سال نو ۱۹۸۷ برگزار شده بود. کوزنتسف برای آن کنسرت چند ترانه برای گروه نوشته و با اعضا تمرین کرده بود، و در همان زمان بود که گروه نام خود را نیز دریافت کرد — درست پیش از رفتن روی صحنه، تصمیم گرفتند نام لاسکووی مای را برای آن انتخاب کنند، چرا که عنوان مناسب‌تری به ذهنشان نرسید. در راه بازگشت به خانه، واژهٔ «رزهای سفید» به ذهن کوزنتسف رسید. صبح روز بعد، با یک خودکار قرمز، تنها در عرض پانزده دقیقه ترانه را نوشت. به گفتهٔ خودش در سال ۲۰۱۳، نسخهٔ اصلی ترانه هنوز هم در خانه‌اش نگهداری می‌شود. یوری شاتونف خوانندهٔ اصلی گروه لاسکووی مای و نخستین کسی که این ترانه را اجرا کرد، در آن زمان تنها ۱۳ سال داشت.